# Завадовский, Михаил Николаевич
Михаи́л Никола́евич Завадо́вский (12 [25] ноября 1900, с. Пчелиновка, Воронежская губерния — 29 января 1960, Новосибирск) — советский военачальник, Герой Советского Союза (19.04.1945). Генерал-лейтенант (15.07.1944). 

## Биография
Родился 12 (25) ноября 1900 года в селе Пчелиновка (ныне — Бобровского района Воронежской области) в семье крестьянина. Окончил семь классов.

### Гражданская война
С февраля 1918 года служил в рядах Красной Армии, доброволец. Принимал участие в Гражданской войне. Служил красноармейцем в батальоне связи 1-й Московской рабочей дивизии, с начала 1919 года в составе дивизии воевал на Юго-Западном фронте. С февраля 1919 года — в Воронежском полку Богучарской дивизии, а с ноября 1919 года — в кавалерийском эскадроне 23-й стрелковой дивизии. Воевал против армии генерала А. И. Деникина. С марта 1920 года был старшиной 1-го запасного кавалерийского полка Юго-Западного фронта, а оттуда переведён в Красно-Гусарскую бригаду (г. Балаклея). В 1921 году принимал активное участие в борьбе в бандитизмом на Украине.

### Межвоенный период
В ноябре 1922 года Завадовский был демобилизован, жил и работал в Москве.
В сентябре 1923 года был вновь зачислен в РККА и направлен на учёбу в 1-ю Московскую кавалерийскую школу. В мае 1924 года школа была расформирована, Завадовский был переведён в 6-ю Симферопольскую кавалерийскую школу, которая в сентябре 1926 года переименована в Крымскую кавалерийскую школу им. ЦИК Крымской АССР. Эту школу он окончил в октябре 1926 года. С этого времени служил в 45-м кавалерийском полку 11-й Гомельской кавалерийской дивизии в Белорусском военном округе (с 1931 года полк был передан Приволжскому военному округу и переведён в Оренбург): командир взвода, начальник полковой школы, помощник начальника штаба полка, командир эскадрона. С января 1933 года командовал отдельным кавалерийским эскадроном 85-й стрелковой дивизии Приволжского военного округа (Челябинск). С февраля 1935 года был начальником полковой школы 44-го кавалерийского полка 11-й кавалерийской дивизии Белорусского военного округа. В 1928 году вступил в ВКП(б).
С сентября 1937 года командовал 115-м кавалерийским полком 29-й стрелковой дивизии, с июля 1938 года — 32-м казачьим полком 6-й кавалерийской дивизии Белорусского ВО, некоторое время исполнял должности командиров 114-го и 35-го кавалерийских полков. Принимал участие в польском походе РККА в Западную Белоруссию в сентябре 1939 года.
С июля 1940 года командовал 4-м мотострелковым полком 4-й танковой дивизии (6-й механизированный корпус, Западный Особый военный округ). В 1941 году окончил Курсы усовершенствования начальствующего состава при Военной академии механизации и моторизации РККА имени И. В. Сталина.

### Великая Отечественная война
Участник Белостокско-Минского приграничного оборонительного сражения на Западном фронте. С 24 по 26 июня дивизия с частью сил 6-го механизированного корпуса под командованием генерал-майора М. Г. Хацкилевича пыталась нанести контрудар на Гродно, в ходе которого попала в окружение. Полковник Завадовский в июле вышел к своим с группой офицеров и красноармейцев, в форме и с документами. Был направлен в распоряжение Военного совета Центрального фронта.
В сентябре 1941 года назначен командиром 225-го кавалерийского полка 57-й кавалерийской дивизии Московского военного округа. Дивизия формировалась в Рязанской области, в ноябре передана в 10-ю армию, в начале декабря вступила в бой и хорошо показала себя в Тульской наступательной операции битвы за Москву. Полк под командованием Завадовского отличился 7 декабря 1941 года при разгроме войск противника в районе посёлка Серебряные Пруды (Московская область) — в конном строю обошёл посёлок с юга и нанёс удар по тылу противника. Затем участвовал в Белёвско-Козельской наступательной операции.
27 января 1942 года полковник Завадовский был назначен на должность командира 57-й кавалерийской дивизии, которая в составе группы генерал-лейтенанта Белова прорвалась в тыл войск противника. Во время Ржевско-Вяземской наступательной операции 1942 года дивизия в течение нескольких месяцев действовала в немецком тылу на вяземском направлении. За этот рейд Завадовский был награждён орденом Красной Звезды.
В апреле 1942 года назначен на должность командира 18-й гвардейской стрелковой дивизии, которая держала оборону в Калужской области и входила в 49-ю и затем в 16-ю армии Западного фронта. Дивизия держала оборону в районе Юхнова. 27 ноября 1942 года Михаилу Николаевичу Завадовскому было присвоено воинское звание генерал-майор.
Участвовал в неудачной Жиздринской наступательной операции в феврале-марте 1943 года. На реке Жиздра с 22 по 26 февраля 1943 года дивизия прорвала первую полосу обороны дивизии противника, ворвалась в посёлок Букань (Калужская область). Создав ударную группу из стрелкового полка и 18-и танков, Завадовский повёл её в бой. В ходе наступления дивизия захватила пленных, десятки орудий, склады с боеприпасами, а также госпиталь с ранеными. Но противник подтянул две танковые и пять пехотных дивизий и сумел остановить последующее наступление.
В ходе Курской битвы 12 июля 1943 года 18-я гвардейская стрелковая дивизия в составе 11-й гвардейской армии перешла в контрнаступление на северном участке Курской дуги и вскоре оборона была прорвана. Во время Орловской наступательной операции совместно с 5-м танковым корпусом дивизия генерала Завадовского освободила город Болхов. За умелое руководство Завадовский был награждён орденом Кутузова 2-й степени.
Вскоре 18-я гвардейская стрелковая дивизия вышла к реке Десна на подступы к Брянску. 15 октября 1943 года дивизия была переброшена на Прибалтийский фронт (через несколько дней переименован во 2-й Прибалтийский фронт), 10 ноября передана на 1-й Прибалтийский фронт. Там дивизия перешла в наступление севернее Витебска, но в бою 24 ноября 1943 года осколком разорвавшегося снаряда Завадовский был тяжело ранен. Были повреждены ноги и рука, а также в двух местах были перебиты кости. Четыре месяца находился в московском госпитале. 
24 марта 1944 года вернулся на фронт, где был назначен на должность заместителя командующего 11-й гвардейской армией, а 23 апреля — на должность командира 8-го гвардейского стрелкового корпуса 1-го Прибалтийского фронта. В конце мая корпус передали на 3-й Белорусский фронт.
Летом 1944 года 8-й гвардейский стрелковый корпус принимал участие в Белорусской стратегической наступательной операции, отлично действовал при освобождении Белоруссии и Литвы. Прорвав оборону противника, корпус освободил Оршу и продолжил наступление к реке Березина, где, захватив два плацдарма южнее и севернее города Борисов, Завадовский приказал корпусу обойти город, ударив с тыла. 1 июля 1944 года Борисов был освобождён. Затем 14 июля 1944 года корпус вышел к реке Неман, с ходу форсировав его двумя полками, один из которых был направлен для наступления в полосу соседней дивизии с целью облегчения форсирования реки. На следующий день обе дивизии захватили значительный плацдарм. За эту операцию Завадовский был награждён орденом Красного Знамени, а также ему было присвоено звание генерал-лейтенанта.
16 октября 1944 года 3-й Белорусский фронт после мощной артиллерийской подготовки начал Гумбиннен-Гольдапскую операцию. Войска противника оказывали упорное сопротивление, переходя в контратаки. В приграничной полосе 5-я гвардейская стрелковая дивизия из корпуса Завадовского на рубеже Обелуж — Будевице действовала успешно, но затем встретила упорное сопротивление противника. Завадовский ввёл в бой один полк из второго эшелона, восстановивший положение на этом участке. Советские воинские соединения вышли на позиции противника в районе Мисавице. 5-я гвардейская дивизия сумела продвинуться на запад до 6-и километров. Вскоре дивизия с юга, а 83-я с севера вошли в город Вирбалис.
Во время наступления в январе 8-й гвардейский стрелковый корпус под командованием генерал-лейтенанта Завадовского сыграл важную роль в уничтожении восточно-прусской группировки противника. Корпус, введённый в прорыв, атаковал противника без предварительной подготовки. Специально подготовленные отряды, заняв первую линию обороны, провели рейд по ближним тылам противника. 21 января 1945 года выход корпуса наряду с 1-м танковым корпусом в район Таплаккена, ставший решающим по захвату Инстербурга, который был освобождён на следующий день. Развивая наступление, корпус захватил Велау, а также форсировал Прегель, Дайме и Алле, выйдя к южным окраинам Кёнигсберга.
Командир 8-го гвардейского стрелкового корпуса 11-й гвардейской армии 3-го Белорусского фронта гвардии генерал-лейтенант М. Н. Завадовский успешно действовал во время штурма Кёнигсберга с 6 по 9 апреля 1945 года. В первый день штурма корпус прорвал внешнее кольцо обороны Кёнигсберга и два промежуточных рубежа обороны. Во второй день штурма корпус взял паровозное депо, ворвался в Розенау, Зюдпарк, совместно с другими частями армии окружил и уничтожил оборонявшуюся в этом районе крупную группировку. На третий день штурма корпус оказался перед третьим оборонительным рубежом: надо было форсировать два рукава реки Прегель, за которыми стоял замок. В ночь на 8 апреля Завадовский перегруппировал корпус и предпринял форсирование в ночное время, без артиллерийской и авиационной подготовки. Завадовский лично руководил штурмом и организовал форсирование реки. На противоположном берегу был захвачен плацдарм, на который переправился весь корпус. С наступлением рассвета сражение развернулось в центре города. К вечеру гарнизон противника капитулировал. В ходе трехндневного штурма частями корпуса было уничтожено и захвачено до 30 000 солдат и офицеров, 37 танков, 600 артиллерийских орудий, 120 миномётов и много иного военного имущества. Многие солдаты и офицеры корпуса за штурм Кёнигсберга были награждены орденами и медалями.
Указом Президиума Верховного Совета СССР от 19 апреля 1945 года за образцовое выполнение боевых заданий командования на фронте борьбы с немецко-фашистскими захватчиками и проявленные при этом отвагу и геройство гвардии генерал-лейтенанту Михаилу Николаевичу Завадовскому присвоено звание Героя Советского Союза с вручением ордена Ленина и медали «Золотая Звезда» (№ 5035).
В конце апреля 1945 года участвовал в Земландской наступательной операции. В её ходе отличился при штурме города-крепости Пиллау. После его завершения Завадовский выделил из состава 83-й гвардейской стрелковой дивизии 650 бойцов, которые на катерах и самоходных баржах высадились десантом на косу Фрише-Нерунг 26 апреля 1945 года. В тот же день немецкая группировка на северной части этой косы капитулировала.

### Послевоенная карьера
После войны командовал 8-м гвардейским стрелковым корпусом в Особом военном округе (в марте 1946 года он был расформирован и корпус передан в Прибалтийский военный округ). В июле 1946 года корпус был переформирован в 8-й гвардейский воздушно-десантный корпус. Им генерал Завадовский командовал до апреля 1949 года, когда убыл на учёбу.
В июле 1949 года окончил Высшие академические курсы при Высшей военной академии имени К. Е. Ворошилова. С июля 1949 года — помощник командующего войсками Горьковского военного округа, с октября 1953 года — Главный военный советник в Болгарской народной армии и военный атташе СССР в Народной Республике Болгария, а с 1955 года — Главный военный советник при Министре обороны Народной Республики Болгарии.
В июле 1956 года был назначен на должность помощника командующего войсками Одесского военного округа по военно-учебным заведениям, а в ноябре 1956 года — на должность первого заместителя командующего войсками Сибирского военного округа.
Михаил Николаевич Завадовский умер 30 января 1960 года при исполнении служебных обязанностей в Новосибирске. Похоронен по желанию семьи на Коминтерновском кладбище в Воронеже.

## Память
- В городе Бобров Воронежской области установлен бюст Героя.
- Летом 1971 года отправился в первый рейс средний морозильный траулер «Михаил Завадовский», названный в честь Героя.

## Награды
- Медаль «Золотая Звезда» Героя Советского Союза (19.04.1945);
- два ордена Ленина (21.02.1945; 19.04.1945);
- три ордена Красного Знамени (04.07.1944; 03.11.1944; 20.06.1949);
- орден Кутузова 2-й степени (№ 339 от 27.08.1943);
- орден Отечественной войны 1-й степени (28.04.1943);
- орден Красной Звезды (21.07.1942);
- Медаль «За оборону Москвы»;
- Медаль «За взятие Кёнигсберга»;
- другие медали[4].